# Consiglio regionale del Piemonte
Il Consiglio regionale del Piemonte (CRP) è l'organo legislativo rappresentativo della  Regione Piemonte e ha sede a Torino.
L'assemblea, operativa dal 1970, si compone attualmente di 50 membri eletti secondo la legge regionale n.12 del luglio 2023, in base alla quale almeno 40 seggi sono assegnati in modo proporzionale sulla base di liste provinciali, e un massimo di 10 seggi alla lista regionale del candidato Presidente eletto, riducibili fino a 5 qualora occorra dare applicazione alla garanzia di rappresentanza delle minoranze, più il Presidente della Giunta.
Eccezione fatta per i casi di fine anticipata della legislatura, il Consiglio rimane in carica per cinque anni.

## Presidenti
Di seguito la lista dei Presidenti del Consiglio regionale dal 1970 ad oggi:
| Legislatura | Presidente               | Partito | Partito                           | Periodo                           |
| ----------- | ------------------------ | ------- | --------------------------------- | --------------------------------- |
| I           | Paolo Battino Vittorelli |         | Partito Socialista Italiano       | 23 luglio 1970 – 9 marzo 1972     |
| I           | Gianni Oberto Tarena     |         | Democrazia Cristiana              | 9 marzo 1972 – 21 dicembre 1973   |
| I           | Aldo Viglione            |         | Partito Socialista Italiano       | 21 dicembre 1973 – 21 luglio 1975 |
| II          | Dino Sanlorenzo          |         | Partito Comunista Italiano        | 21 luglio 1975 – 14 luglio 1980   |
| III         | Germano Benzi            |         | Partito Socialista Italiano       | 14 luglio 1980 – 17 giugno 1985   |
| IV          | Aldo Viglione            |         | Partito Socialista Italiano       | 17 giugno 1985 – 1º dicembre 1988 |
| IV          | Angelo Rossa             |         | Partito Socialista Italiano       | 19 dicembre 1988 – 11 giugno 1990 |
| V           | Carla Spagnuolo          |         | Partito Socialista Italiano       | 11 giugno 1990 – 19 giugno 1995   |
| VI          | Rolando Picchioni        |         | Cristiani Democratici Uniti       | 19 giugno 1995 – 21 gennaio 1998  |
| VI          | Sergio Deorsola          |         | Cristiani Democratici Uniti       | 21 gennaio 1998 – 29 maggio 2000  |
| VII         | Roberto Cota             |         | Lega Nord                         | 29 maggio 2000 – 17 gennaio 2005  |
| VII         | Oreste Rossi             |         | Lega Nord                         | 18 gennaio 2005 – 16 maggio 2005  |
| VIII        | Davide Gariglio          |         | La Margherita Partito Democratico | 16 maggio 2005 – 28 marzo 2010    |
| IX          | Valerio Cattaneo         |         | Il Popolo della Libertà           | 28 marzo 2010 – 30 giugno 2014    |
| X           | Mauro Laus               |         | Partito Democratico               | 30 giugno 2014 – 10 aprile 2018   |
| X           | Nino Boeti               |         | Partito Democratico               | 10 aprile 2018 – 2 luglio 2019    |
| XI          | Stefano Allasia          |         | Lega                              | 2 luglio 2019 – 22 luglio 2024    |
| XII         | Davide Nicco             |         | Fratelli d'Italia                 | 22 luglio 2024 – in carica        |

## Organi istituzionali

### Gruppi consiliari[11]
| Gruppi consiliari                   | Gruppi consiliari                   | Seggi |
| ----------------------------------- | ----------------------------------- | ----- |
|                                     | Fratelli d'Italia                   | 13    |
|                                     | Forza Italia                        | 6+1   |
|                                     | Lega Salvini Piemonte               | 6     |
|                                     | Cirio Presidente                    | 5     |
| Totale coalizione di centrodestra   | Totale coalizione di centrodestra   | 30    |
|                                     | Partito Democratico                 | 13    |
|                                     | Alleanza Verdi e Sinistra           | 3     |
|                                     | Stati Uniti d'Europa                | 1     |
| Totale coalizione di centrosinistra | Totale coalizione di centrosinistra | 17    |
|                                     | Movimento 5 Stelle                  | 3     |
| Totale                              | Totale                              | 51    |

### Commissioni Consiliari
|     | Commissione | Presidente              | Vicepresidenti          | Vicepresidenti         |
| --- | --- | ----------------------- | ----------------------- | ---------------------- |
| I   | Programmazione; bilancio; patrimonio; organizzazione e personale, e-government; politiche comunitarie; enti strumentali e partecipazioni regionali, pari opportunità; polizia locale; controlli ai sensi dell’articolo 34 dello Statuto. | Roberto Ravello (FdI)   | Debora Biglia (FI)      | Fabio Isnardi (Pd)     |
| II  | Pianificazione territoriale; urbanistica; edilizia residenziale; trasporti e viabilità; espropri; OO.PP.; navigazione; comunicazioni. | Mauro Fava (FI)         | Marina Borgese (FdI)    | Nadia Conticelli (Pd)  |
| III | Economia; industria; commercio; agricoltura; artigianato; montagna; foreste; fiere e mercati; turismo; acque minerali e termali; caccia e pesca; formazione professionale; energia; cave e torbiere; movimenti migratori. | Claudio Sacchetto (FdI) | Marco Protopapa (Lega)  | Monica Canalis (Pd)    |
| IV  | Sanità; assistenza; servizi sociali; politiche degli anziani. | Luigi Icardi (Lega)     | Davide Zappalà (FdI)    | Daniele Valle (Pd)     |
| V   | Tutela dell’ambiente e impatto ambientale; risorse idriche; inquinamento; scarichi industriali e smaltimento rifiuti; sistemazione idrogeologica; protezione civile; parchi ed aree protette. | Sergio Bartoli (CP)     | Daniela Cameroni (FdI)  | Alberto Unia (M5S)     |
| VI  | Cultura e spettacolo; beni culturali; musei e biblioteche; istruzione ed edilizia scolastica; università, ricerca; politiche dei giovani; sport e tempo libero; cooperazione e solidarietà; minoranze linguistiche. | Paola Antonetto (FdI)   | Daniele Sobrero (CP)    | Emanuela Verzella (Pd) |
| VII | Analisi e monitoraggio del percorso di riconoscimento di particolari forme di autonomia di cui all’articolo 116, terzo comma, della Costituzione e valutazione delle ricadute gestionali delle funzioni nelle materie oggetto di autonomia differenziata; affari istituzionali, federalismo, enti locali, Comunità di lavoro Regio Insubrica e frontalierato. | Andrea Cerutti (Lega)   | Elena Rocchi (CP)       | Mauro Calderoni (Pd)   |
|     | Commissione permanente per la promozione della cultura della legalità e contrasto ai fenomeni mafiosi. | Domenico Rossi (Pd)     | Pasquale Coluccio (M5S) | Gianna Gancia (Lega)   |

### Composizione
| Consigliere              | Consigliere           | Lista                                                        | Preferenze                         | Circoscrizione                                    | Note                               |
| ------------------------ | --------------------- | ------------------------------------------------------------ | ---------------------------------- | ------------------------------------------------- | ---------------------------------- |
|                          | Davide Nicco          | Fratelli d'Italia                                            | 4.320                              | Torino                                            | Presidente del Consiglio Regionale |
| Roberto Ravello          | 4.137                 | Fratelli d'Italia                                            |                                    | Torino                                            |                                    |
| Marina Bordese           | 2.959                 | Fratelli d'Italia                                            |                                    | Torino                                            |                                    |
| Paola Antonetto          | 2.695                 | Fratelli d'Italia                                            |                                    | Torino                                            |                                    |
| Alessandra Binzoni       | 2.604                 | Fratelli d'Italia                                            |                                    | Torino                                            |                                    |
| Davide Eugenio Zappalà   | 2.032                 | Fratelli d'Italia                                            | Biella                             | Torino                                            |                                    |
| Federica Barbero         | 2.967                 | Fratelli d'Italia                                            | Cuneo                              | Subentrata a Paolo Bongioanni, nominato assessore |                                    |
| Claudio Sacchetto        | Lista maggioritaria   | Fratelli d'Italia                                            | Cuneo                              | Subentrato a Maurizio Marrone, nominato assessore |                                    |
| Daniela Cameroni         | Lista maggioritaria   | Fratelli d'Italia                                            | Novara                             | Subentrata a Elena Chiorino, nominata assessore   |                                    |
| Gianluca Godio           | 4.251                 | Fratelli d'Italia                                            | Novara                             | Subentrato a Marina Chiarelli, nominata assessore |                                    |
| Silvia Raiteri           | 1.596                 | Fratelli d'Italia                                            | Alessandria                        | Subentrata a Federico Riboldi, nominato assessore |                                    |
| Carlo Riva Vercellotti   | 4.154                 | Fratelli d'Italia                                            | Vercelli                           | Capogruppo                                        |                                    |
| Sergio Ebarnabo          | 1.383                 | Fratelli d'Italia                                            | Asti                               |                                                   |                                    |
|                          |                       |                                                              |                                    |                                                   |                                    |
| Fabrizio Ricca           | Lega Salvini Piemonte | 3.602                                                        | Torino                             | Capogruppo                                        |                                    |
| Andrea Cerutti           | Lega Salvini Piemonte | 3.365                                                        | Torino                             |                                                   |                                    |
| Fabio Carosso            | Lega Salvini Piemonte | Lista maggioritaria                                          | Asti                               | Segretario del Consiglio Regionale                |                                    |
| Marco Protopapa          | Lega Salvini Piemonte | 3.222                                                        | Alessandria                        | Subentrato a Enrico Bussalino, nominato assessore |                                    |
| Luigi Genesio Icardi     | Lega Salvini Piemonte | 3.272                                                        | Cuneo                              |                                                   |                                    |
| Gianna Gancia            | Lega Salvini Piemonte | Lista maggioritaria                                          | Cuneo                              |                                                   |                                    |
|                          | Alberto Cirio         | Forza Italia                                                 | Lista maggioritaria                | Piemonte                                          | Presidente della Giunta Regionale  |
| Mauro Ruzzola            | 4.415                 | Forza Italia                                                 | Torino                             | Capogruppo                                        |                                    |
| Mauro Fava               | 2.664                 | Forza Italia                                                 | Torino                             | Subentrato ad Andrea Tronzano, nominato assessore |                                    |
| Annalisa Beccaria        | Lista maggioritaria   | Forza Italia                                                 | Novara                             |                                                   |                                    |
| Debora Biglia            | 1.112                 | Forza Italia                                                 | Asti                               |                                                   |                                    |
| Francesco Graglia        | 6.956                 | Forza Italia                                                 | Cuneo                              | Vicepresidente del Consiglio Regionale            |                                    |
| Davide Buzzi Langhi      | 1.969                 | Forza Italia                                                 | Alessandria                        |                                                   |                                    |
|                          | Silvio Magliano       | Lista Civica Cirio Presidente - Piemonte Moderato e Liberale | 5.074                              | Torino                                            | Capogruppo                         |
| Sergio Bartoli           | 2.917                 | Lista Civica Cirio Presidente - Piemonte Moderato e Liberale |                                    | Torino                                            |                                    |
| Mario Salvatore Castello | 2.560                 | Lista Civica Cirio Presidente - Piemonte Moderato e Liberale | Segretario del Consiglio Regionale | Torino                                            |                                    |
| Daniele Sobrero          | 3.706                 | Lista Civica Cirio Presidente - Piemonte Moderato e Liberale | Cuneo                              | Subentrato a Marco Gallo, nominato assessore      |                                    |
| Elena Rocchi             | 894                   | Lista Civica Cirio Presidente - Piemonte Moderato e Liberale | Biella                             |                                                   |                                    |

|                   | Consigliere      | Lista                                                                             | Preferenze                         | Circoscrizione                               | Note                                   |
| ----------------- | ---------------- | --------------------------------------------------------------------------------- | ---------------------------------- | -------------------------------------------- | -------------------------------------- |
|                   | Domenico Ravetti | Partito Democratico                                                               | 5.276                              | Alessandria                                  | Vicepresidente del Consiglio Regionale |
| Mauro Salizzoni   | 15.956           | Partito Democratico                                                               | Torino                             |                                              |                                        |
| Monica Canalis    | 10.043           | Partito Democratico                                                               | Torino                             |                                              |                                        |
| Daniele Valle     | 9.575            | Partito Democratico                                                               | Torino                             |                                              |                                        |
| Alberto Avetta    | 6.509            | Partito Democratico                                                               | Torino                             |                                              |                                        |
| Nadia Conticelli  | 6.480            | Partito Democratico                                                               | Torino                             |                                              |                                        |
| Laura Pompeo      | 6.373            | Partito Democratico                                                               | Torino                             |                                              |                                        |
| Gianna Pentenero  |                  | Partito Democratico                                                               | Piemonte                           | Candidato presidente non eletto - Capogruppo |                                        |
| Mauro Calderoni   | 7.600            | Partito Democratico                                                               | Cuneo                              |                                              |                                        |
| Domenico Rossi    | 6.985            | Partito Democratico                                                               | Novara                             |                                              |                                        |
| Fabio Isnardi     | 2.524            | Partito Democratico                                                               | Asti                               |                                              |                                        |
| Emanuela Verzella | 1.675            | Partito Democratico                                                               | Biella                             |                                              |                                        |
| Simona Paonessa   | 1.386            | Partito Democratico                                                               | Vercelli                           |                                              |                                        |
|                   | Alice Ravinale   | Alleanza Verdi e Sinistra - Sinistra Italiana Europa Verde Possibile Reti Civiche | 8.272                              | Torino                                       | Capogruppo                             |
| Valentina Cera    | 3.163            | Alleanza Verdi e Sinistra - Sinistra Italiana Europa Verde Possibile Reti Civiche | Segretario del Consiglio Regionale | Torino                                       |                                        |
| Giulia Marro      | 1.599            | Alleanza Verdi e Sinistra - Sinistra Italiana Europa Verde Possibile Reti Civiche | Cuneo                              |                                              |                                        |
|                   | Sarah Disabato   | Movimento 5 Stelle                                                                | 4.975                              | Torino                                       | Capogruppo                             |
| Alberto Unia      | 931              | Movimento 5 Stelle                                                                |                                    | Torino                                       |                                        |
| Pasquale Coluccio | 267              | Movimento 5 Stelle                                                                | Alessandria                        |                                              |                                        |
|                   | Vittoria Nallo   | Stati Uniti d'Europa per il Piemonte                                              | 1.145                              | Torino                                       | Capogruppo                             |